# Rabínský seminář

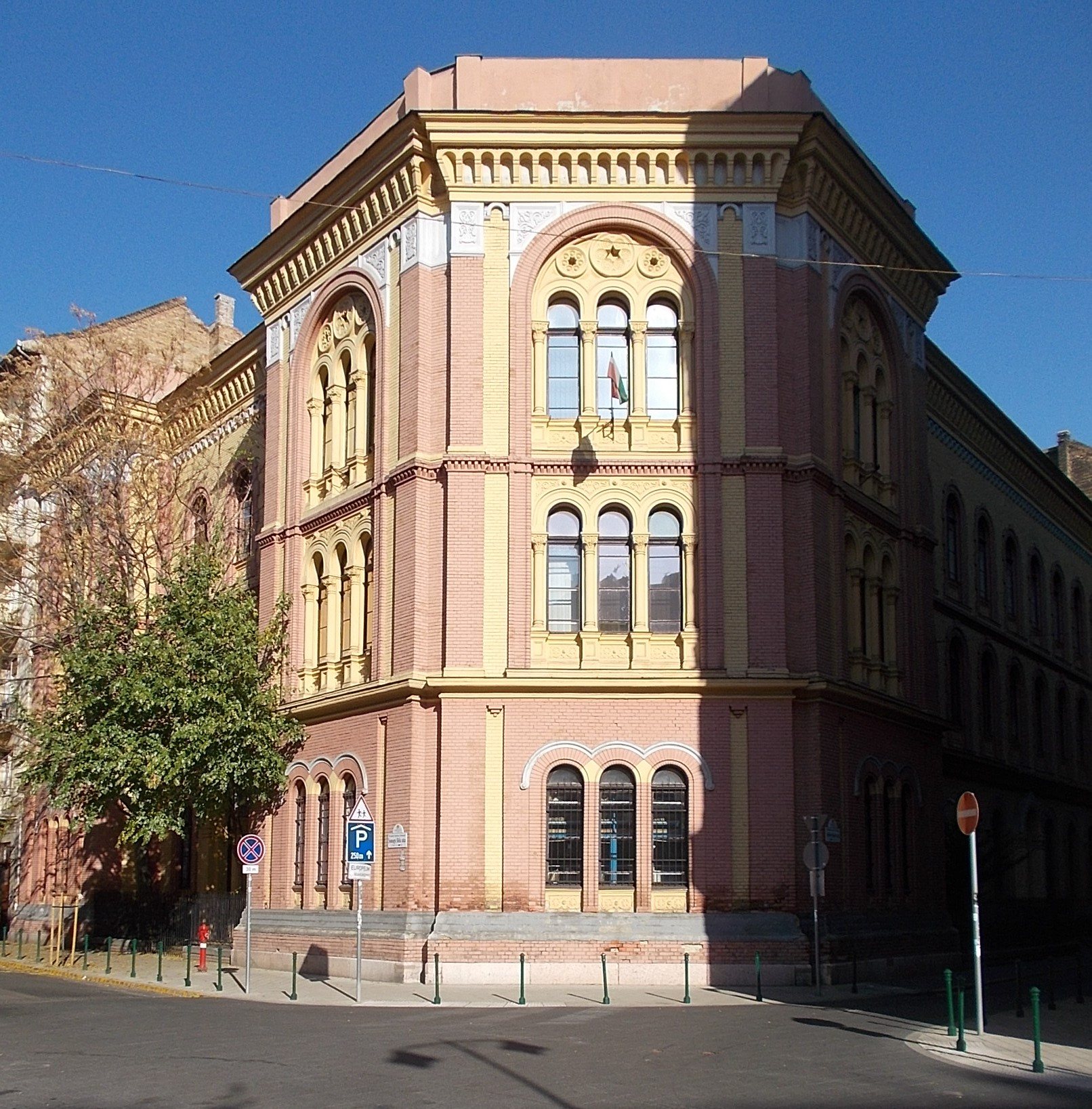
Rabínský seminář v Budapešti

Rabínské semináře jsou speciální školy určené ke vzdělávání a výcviku rabínů. První zařízení tohoto druhu vznikala v 19. století vedle ortodoxních talmudických škol (ješivot). Nejstarším dosud existujícím rabínským seminářem je rabínský seminář v Budapešti.  

## Dějiny
První rabínské semináře vznikly roku 1829 v Padově a Metách, v roce 1859 se však přestěhovaly do Paříže (Séminaire israélite de France).  
V roce 1854 byl založen Židovský teologický seminář ve slezské Vratislavi. Semináře vycházely z haskaly, židovské formy osvícení, kterou v souvislosti s požadavkem na emancipaci a zrovnoprávněním v Berlíně založil filozof Moses Mendelssohn. To však bylo možné pouze s otevřením se společnosti a kulturám, v nichž Židé žili, a vědě. Zejména rabíni s příslušným sekulárním vzděláním měli rozvíjet myšlenky osvícenství v židovské populaci a také vyvracet antisemitská obvinění. 
V roce 1956 založili přednášející z Univerzity pro judaismus v Berlíně Leo Baeck College v Londýně. V roce 2002 byl v Amsterodamu založen Levissonův institut. 
Zatímco většina nejstarších rabínských seminářů, s výjimkou budapešťského, se stala obětí holokaustu nebo komunistických diktatur, po válce vznikla řada nových seminářů, zejména v Evropě a Severní Americe. 12. listopadu 2000 byla v Postupimi  otevřena škola Abrahama Geigera, která byla prvním rabínským seminářem v kontinentální Evropě po holokaustu.  V roce 2009 byl založen rabínský seminář v Berlíně. 